# Julia Montes
Pour les articles homonymes, voir Montès.
Julia Montes, née le 19 mars 1995, est une actrice et mannequin philippine.